# گریترویل (آریزونا)
گریترویل (به انگلیسی: Greaterville) یک منطقهٔ مسکونی در ایالات متحده آمریکا است که در آریزونا واقع شده‌است. گریترویل ۱٬۵۸۶ متر بالاتر از سطح دریا واقع شده‌است.